# سحابتا ماجلان

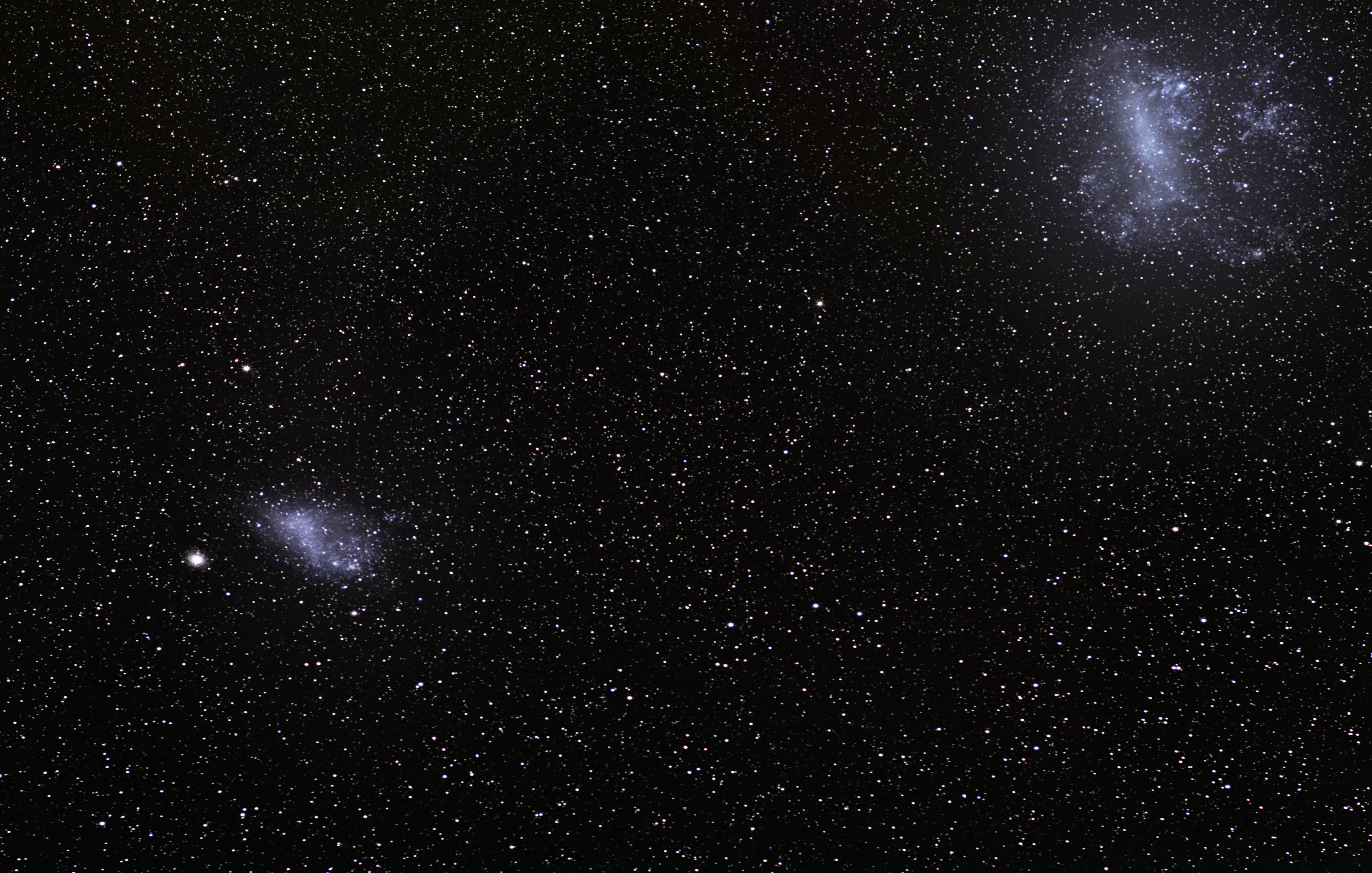
مجرتي ماجلان الكبرى والصغرى.

سحابة ماجلان (بالإنجليزية:Magellanic Clouds) أو سحابتي ماجلان هما مجرتان قزمتان غير منتظمتان ينتميان إلى المجموعة المحلية. وكان يعتقد في الماضي أنهما يدوران حول المجرة ولكن الأبحاث التي أجريت حديثا تبدى غير ذلك.
وتلك المجرتان هما:
- سحابة ماجلان الكبرى
- سحابة ماجلان الصغرى

وقد أثبتت الدراسات ان سحابة ماجلان الكبرى كانت مجرة حلزونية الشكل تماما ولكن قربها من مجرتنا سبب لها عدم انتظامها الحالي، فهي من المع توابع مجرتنا، تبعد عنا حوالي 168,000 سنة ضوئية ويبلغ قطرها حوالي 30,000 سنة ضوئية وهي بذلك تعتبر رابع أكبر مجرة في مجموعتنا المحلية، ترى في نصف الكرة الجنوبي وتقع على حدود البرجين Mensa و Dorado .

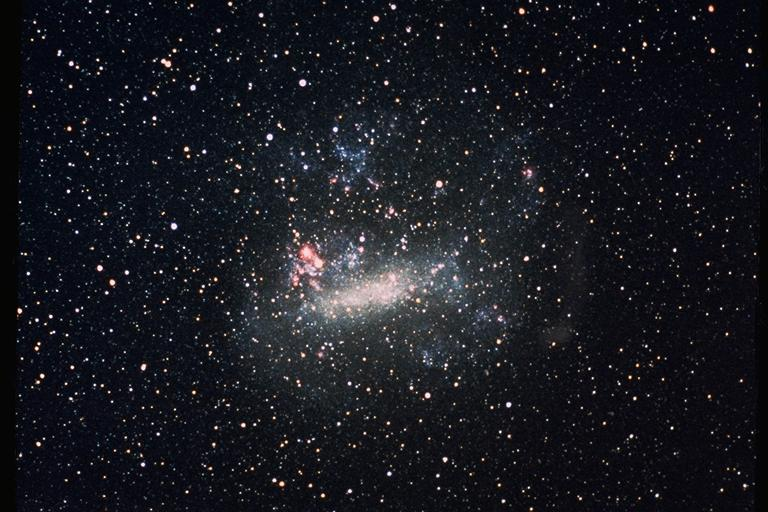
سحابة ماجلان الكبرى (LMC)

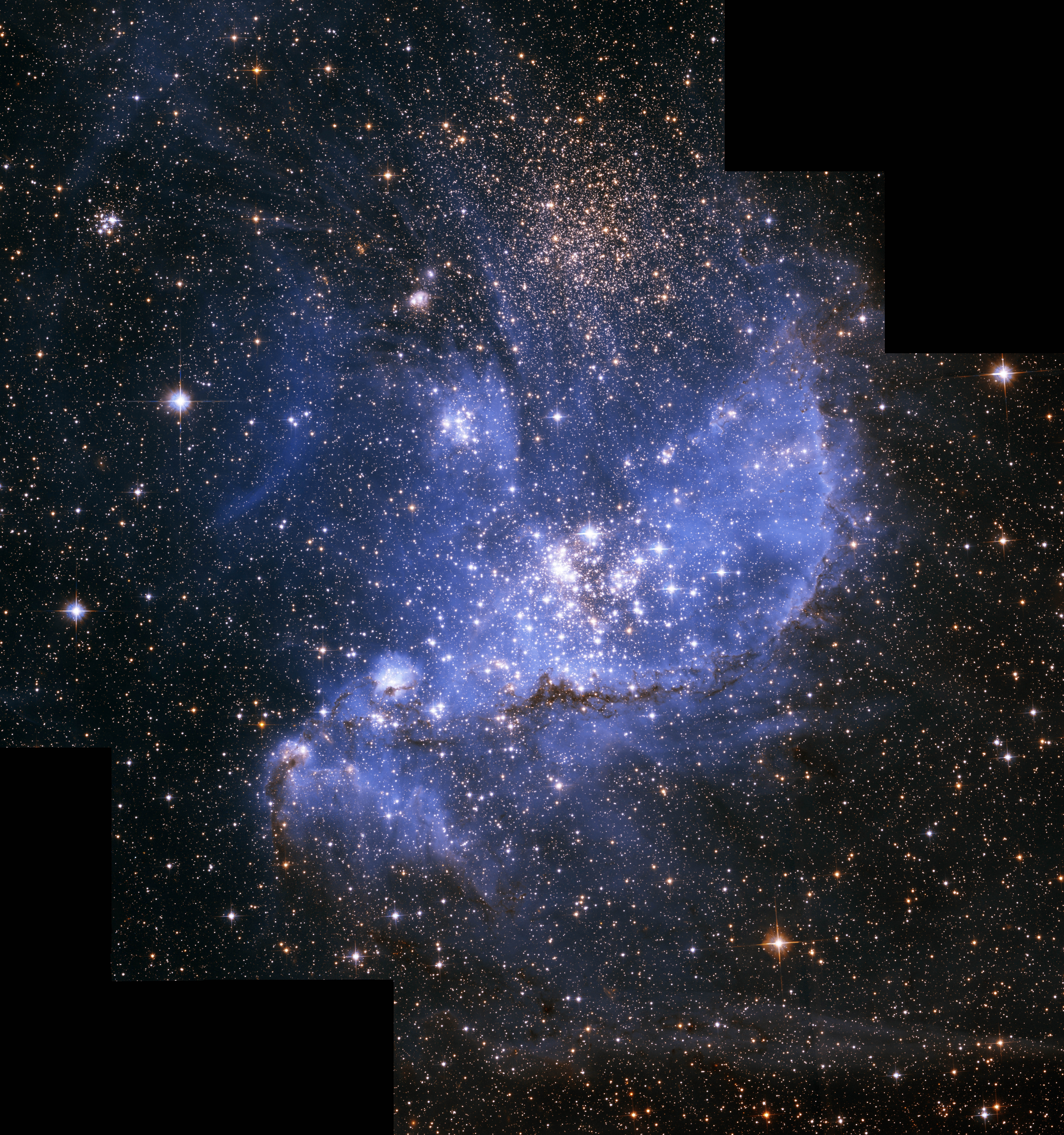
جزء من مجرة ماجلان الصغرى (SMC)

هاتان المجرتان كانتا معروفتان لسكان نصف الكرة الجنوبي منذ قديم الأزل حيث يمكن رؤيتهما بالعين المجردة. وكان أول من كتب عنهما الفلكي الفارسي الصوفي  في  كتاب النجوم عام 964، حيث قال: وزعم قوم ان تحت سهيل قدمي سهيل وان تحت قدمي سهيل كواكب زهر بيض لا ترى بالعراق ولا بنجد وان أهل تهامة تسميها البقر ولم يذكر بطليموس شيئا من ذلك ولا ندري حق هو أم باطل 
تجدر الإشارة إلى أنه تعود تسمية المجرتين إلى الملاح والمكتشف البرتغالي ' فيرديناند ماجلان ' الذي كان أول من رآهما من الأوروبيين أثناء رحلته حول العالم، وتبدو كل واحدة منهم بواسطة التلسكوب أنها تتكون من النجوم ومن سحاب كوني وعناقيد نجمية وأجرام سماوية أخرى. وتعد مجرة ماجلان الكبرى بجانب مجرة أندروميدا ومجرتنا ومجرة المثلث هي رابع مجرة من حيث الكبر بين مجرات المجموعة المحلية.

## أقرب جيراندرب التبانة
أقرب المجرات القزمة لنا في حدود 500.000 سنة ضوئية من مجرة درب التبانة Milky Way تبينها الصورة المجاورة، وترى سحابة ماجلان الكبرى وسحابة ماجلان الصغرى وهما مجرتان قزمتان قريبتان من مجرتنا. وقد شوهد في سحابة مجلان الكبرى مستعر أعظم عام 1987 سمي Supernove 1987 A .

## اقرأ أيضا
| - كيناماتيكا النجوم - نجم - قزم أبيض - عملاق أحمر - المجموعة المحلية - بقايا مستعر أعظم 0509-67.5 | - نجم نيوتروني - ثقب أسود - مسييه 100 - خط زمني للانفجار العظيم - إن جي سي 2100 - إن جي سي 4449 - إن جي سي 2070 |

- موقع الكون في الإنترنت

## وصلات خارجية
1. 1 2 3  مذكور في: سيمباد.
2. ↑  Allen, R. H.,  [لغات أخرى]‏ (1963). Star Names: Their Lore and Meaning (ط. إعادة طبع  [لغات أخرى]‏.). نيويورك، نيويورك (توضيح): Dover Publications Inc. {{استشهاد بكتاب}}: يحتوي الاستشهاد على وسيط غير معروف وفارغ: |الرقم المعياري= (مساعدة)صيانة الاستشهاد: أسماء عددية: قائمة المؤلفين (link) صيانة الاستشهاد: أسماء متعددة: قائمة المؤلفين (link) صيانة الاستشهاد: علامات ترقيم زائدة (link), pp. 294-295.
3. ↑  http://news.bbc.co.uk/2/hi/science/nature/6249421.stm News.bbc.co.uk Retrieved on 2007-05-31 نسخة محفوظة 16 يناير 2008 على موقع واي باك مشين.
4. ↑  http://www.cfa.harvard.edu/press/2007/pr200722.html Harvard presse release Retrieved on 2007-09-22 نسخة محفوظة 04 يناير 2009 على موقع واي باك مشين.
5. ↑  "كتاب صور الكواكب الثابتة لعبد الرحمن الصوفي، نسخة بخط و تصوير ابنه الحسين". مؤرشف من الأصل في 2017-07-16. اطلع عليه بتاريخ 2017-02-22.